# 道の駅白浜野島崎
道の駅白浜野島崎（みちのえき しらはまのじまざき）は、千葉県南房総市にある国道410号の道の駅である。

## 施設
- 駐車場（大型車2台、普通車20台、身体障害者用2台）
- トイレ（男4、女4、身体障害者用1）
- 公衆電話
- 花の情報館

## 休館日
- 毎週火曜日
- 12月29日 - 1月3日

## アクセス
- 国道410号

## 駅周辺
- 野島埼灯台 - 1869年（明治2年）に設置[2]。白浜町のシンボル[3]。
- 白浜フローラルホール - 1995年（平成7年）11月に完成[4][5]。
- 白浜海洋美術館